# 周訓 (萬曆壬辰進士)
周訓（？—？），號仰謙，江西撫州府臨川縣人，明朝政治人物。

## 生平
萬曆元年（1573年）癸酉科江西鄉試舉人。萬曆二十年（1592年），登壬辰科第二甲第五十六名進士，禮部觀政，二十五年授工部主事，二十六年清江，三十年升员外郎，三十一年升郎中，三十二年仕至陝西右參政，三十六年致仕，卒。

## 家族
曾祖周廷傑；祖父周曳璽（周一鶚）；父周舜和。